# Ольховка (Чердынский район)
Ольховка — посёлок в Чердынском районе Пермского края. Входит в состав Бондюжского сельского поселения.

## Географическое положение
Расположен примерно в 34 км к северо-западу от центра поселения, села Бондюг, и в 68 км к северо-западу от районного центра, города Чердынь.

## Население
| 2010 |
| ---- |
| 170  |

## Улицы[2]
- Гагарина ул.
- Комсомольский пр-кт
- Космонавтов ул.
- Лесная ул.
- Молодёжная ул.
- Набережная ул.
- Труда пер.
- Труда ул.
- Чкалова ул.

## Топографические карты
- Лист карты P-40-111,112 Подгорная. Масштаб: 1 : 100 000. Состояние местности на 1985 год. Издание 1990 г.